# (32474) 2000 SP212
2000 SP212 (asteroide 32474) é um asteroide da cintura principal. Possui uma excentricidade de 0.10286780 e uma inclinação de 13.07348º.
Este asteroide foi descoberto no dia 25 de setembro de 2000 por LINEAR em Socorro.